# Vim Comedy Film Company
Pour les articles homonymes, voir Vim (homonymie).
Vim Comedy Film Company est une société de production cinématographique américaine créée en 1915 et disparue en 1917 destinée à produire des comédies burlesques.

## Historique
Louis Burstein et Mark Dintenfass rachète la Lubin Manufacturing Company de Siegmund Lubin tombée en faillite et fonde la Vim Comedy Film Company.
En seulement deux ans d'existence, la compagnie produira plus de 150 courts métrages de comédie burlesque. Ses acteurs principaux sont Oliver Hardy et Billy Bletcher.
Une légende persiste expliquant la faillite de la Vim Comedy Film Company consécutive au départ d'Oliver Hardy, ce dernier s'étant rendu compte que Louis Burstein puisait dans la caisse au détriment des comédiens. Cela parait vraiment peu crédible surtout que[non neutre] dans la foulée de la liquidation de la Vim Comedy Film Company, Louis Burstein créé la King-Bee Films Corporation dont la seule production seront les films de Billy West secondé par Oliver Hardy.

Il est beaucoup plus pertinent de penser que[non neutre] la transition entre la Vim Comedy Film Company et la King-Bee Films Corporation n'est due qu'au déménagement de la société de production de la Côte Est des États-Unis vers la Côte Ouest et le nouvel Eldorado que représente Hollywood.

## Films produits par la Vim Comedy Film Company

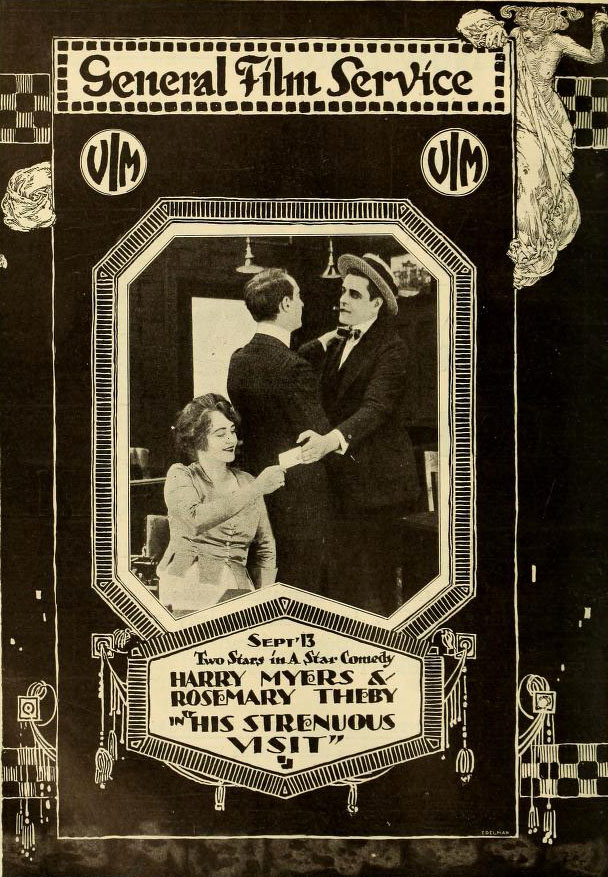
His Strenuous Visit (1916)

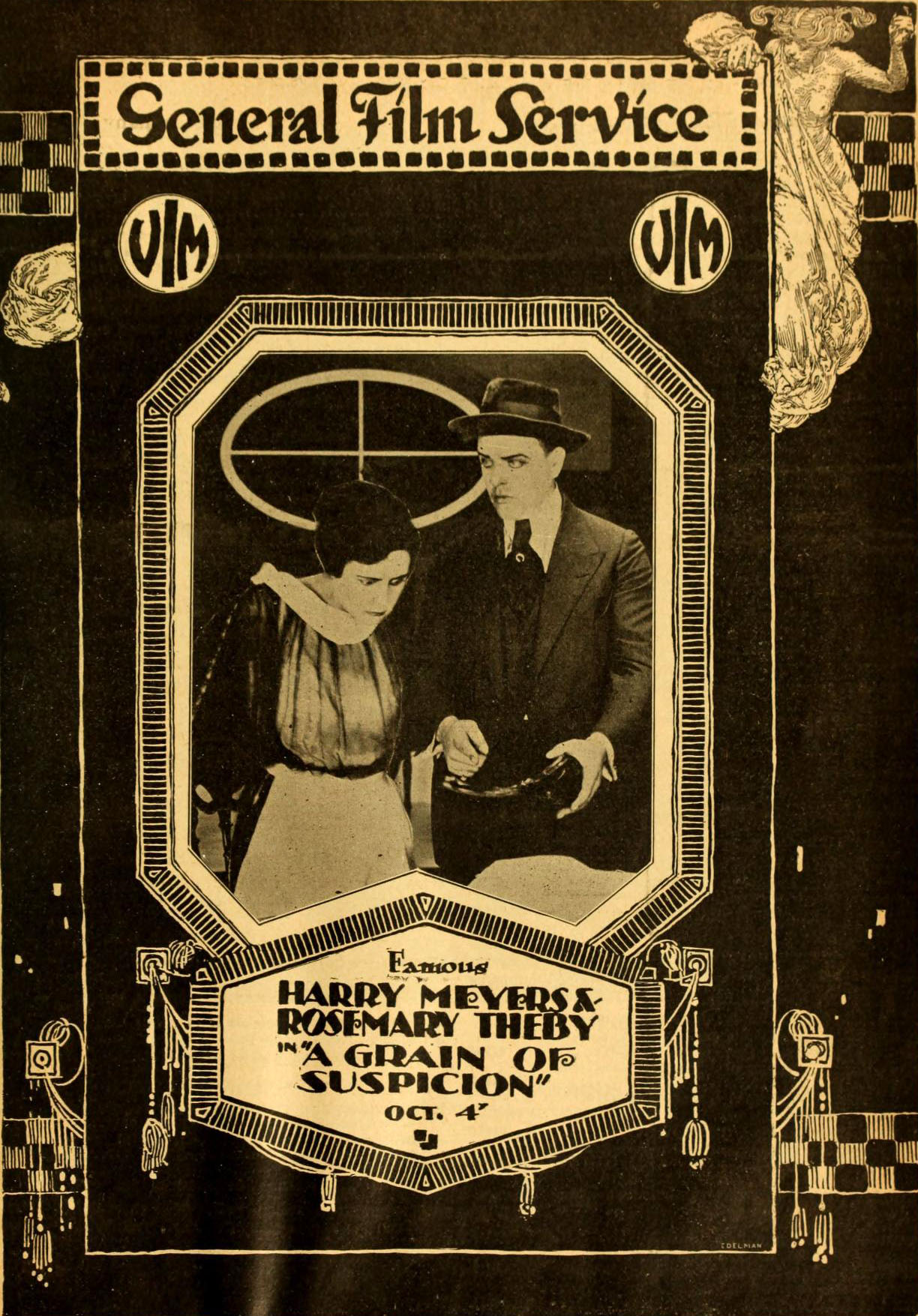
A Grain of Suspicion (1916)

### films sortis en 1915
- The Midnight Prowlers
- A Pair of Birds
- Pressing Business
- Love, Pepper and Sweets
- Strangled Harmony
- Speed Kings
- Mixed and Fixed
- Ups and Downs

### films sortis en 1916
- This Way Out
- Chickens
- Frenzied Finance
- A Special Delivery
- Busted Hearts
- A Sticky Affair
- The Getaway
- Bungles' Rainy Day
- The High Sign
- One Too Many
- Pluck and Luck
- Bungles Enforces the Law
- Love and Lather
- The Serenade
- The Artist's Model
- Bungles' Elopement
- Their Wedding Day
- Nerve and Gasoline
- A Pair of Skins
- Bungles Lands a Job
- Behind the Footlights
- Their Vacation
- Anvils and Actors
- Mamma's Boys
- In the Ring
- The Battle Royal
- The Sleuths
- All for a Girl
- Hired and Fired (1916/II)
- What's Sauce for the Goose
- The Rivals
- The Brave Ones
- Home-Made Pies
- The Water Cure
- The Pretenders (1916/II)
- Thirty Days
- A Fair Exchange
- Baby Doll
- Villains and Violins
- The Schemers (1916/I)
- The Land Lubbers
- Sea Dogs
- A Dollar Down
- Hungry Hearts
- The Raid
- Never Again
- For Better or Worse
- Better Halves
- For Value Received
- Housekeeping
- A Day at School
- Furnished Rooms
- A Spring Cleaning
- Spaghetti
- The Great Safe Tangle
- The Connecting Bath
- Aunt Bill
- Help! Help!
- Will a Woman Tell?
- The Heroes
- What'll You Have?
- Hubby's Relatives
- Human Hounds
- Wait a Minute
- That Tired Business Man
- Rushing Business
- Their Dream House
- Life Savers
- Comrades (1916/I)
- The Lemon in the Garden of Love
- Their Honeymoon
- The Try Out
- The Tormented Husband
- An Aerial Joyride
- The Reward
- Sidetracked
- A Bag of Trouble
- A Strenuous Visit
- Stranded (1916/II)
- Payment in Full
- The Man Hunters
- Love and Duty
- Artistic Atmosphere
- The Reformers
- Tangled Ties
- A Grain of Suspicion
- Royal Blood
- Strictly Business
- Their Installment Furniture
- The Candy Trail
- Watch Your Watch
- A Persistent Wooing
- The Precious Parcel (1916/II)
- Here and There
- Home Made Horrors
- A Maid to Order
- The Frame-Up
- Gertie's Garters
- Twin Flats
- In the Ranks
- Marked 'No Funds'
- A Warm Reception
- Hot Dogs
- Gay Deceivers
- His Wedding Promise
- Pipe Dreams
- Good and Proper
- The Good Stenographer
- Mother's Child
- Hubby's Chicken
- Prize Winners
- Ambitious Ethel
- The Guilty Ones
- A Rare Boarder
- Charity Begins at Home
- What's the Use
- They Practice Economy
- He Went and Won
- Reckless Romeos
- Her Financial Frenzy
- Fat and Fickle
- Before the Show

### films sortis en 1917
- Terrible Kate
- Play Ball
- His Movie Mustache
- The Boycotted Baby
- The Love Bugs
- Bad Kate
- The Other Girl
- The Newlyweds' Mistake
- Art and Paint
- A Mix Up in Hearts
- This Is Not My Room
- Wanted - A Bad Man
- Willie Walrus Pays Alimony
- Seeing Double
- Harry's Pig
- Deep Stuff
- A Deal in Furniture
- Somewhere in Mexico (1917/I)
- Nellie's Nifty Necklace
- In Stump Land